# Ola de ataques de tiburón de Nueva Jersey de 1916

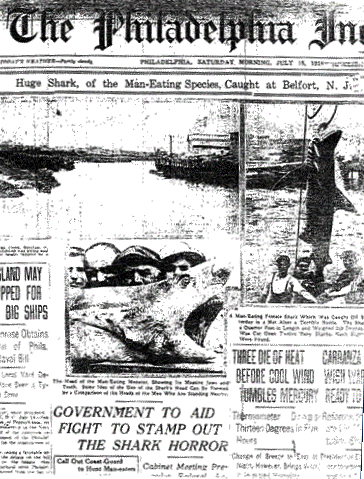
Artículo del The Philadelphia Inquirer en donde se reporta la captura de un «devorador de hombres» en las costas de Nueva Jersey después de los ataques.

Los ataques de tiburón de la costa de Jersey de 1916 fueron una serie de ataques de tiburones que sucedieron a lo largo de la costa de Nueva Jersey entre el 1 y el 12 de julio de 1916, en los que cuatro personas murieron y una resultó herida. Desde 1916, los estudiosos han debatido sobre las especies de tiburón y el número de animales involucrados, siendo con más frecuencia responsabilizados el gran tiburón blanco y el tiburón sarda. Los ataques se produjeron durante el transcurso de una ola de calor veraniega que coincidió con una mortal epidemia de poliomielitis en el noreste de Estados Unidos, lo que llevó a miles de personas a los balnearios de la costa de Jersey. Los ataques de tiburón en la costa Este de los Estados Unidos, fuera de los estados semitropicales de la Florida, Georgia y las Carolinas, eran raros, pero los estudiosos creen que la mayor presencia de tiburones y seres humanos en el agua condujo a los ataques de 1916.
La reacción local y nacional a los ataques ocasionó una oleada de pánico que produjo la caza de tiburones para erradicar la población de tiburones «come-hombres» y proteger la economía de las comunidades costeras de Nueva Jersey. Las comunidades turísticas cerraron sus playas públicas con redes de acero para proteger a los bañistas. El conocimiento científico acerca de los tiburones antes de 1916 se basó en conjeturas y especulaciones. Los ataques obligaron a los ictiólogos a volver a evaluar las creencias comunes acerca de las habilidades de los tiburones y la naturaleza de sus ataques.
Los ataques de la costa de Jersey entraron inmediatamente a formar parte de la cultura popular estadounidense, los tiburones se convirtieron en caricaturas que representan peligro en las columnas editoriales de los periódicos. También inspiraron la novela de Peter Benchley de 1974, Tiburón, la historia de un gran tiburón blanco que atormenta a la ficticia comunidad costera de Amity. La novela se convirtió en la influyente película de 1975, Tiburón, de Steven Spielberg. Los ataques también fueron tema de varios documentales realizados por History Channel, Discovery Channel y National Geographic Channel.

## Ataques en el mar
La serie de sucesos comenzó el 1 de julio de 1916, en la bahía de Beach Haven, Nueva Jersey. El joven Charles Vansant nadaba cerca de la costa cuando fue atacado por un tiburón, que se lanzó hacia él cuando regresaba a la orilla, a menos de 1,50 m de profundidad. El joven fue sacado del agua por varios bañistas, pero murió desangrado dos horas después. Cinco días después, el 6 de julio, en Spring Lake, Nueva Jersey, Charles Bruder, un botones del Hotel Essex and Sussex, fue atacado por otro tiburón, también a poca distancia de la costa. Como en la vez anterior, pudo ser sacado del agua antes de ser devorado, pero murió sin poder recibir atención médica. El sábado 8 de julio, en Asbury Park, un salvavidas que remaba en una lancha tuvo otro encuentro con un tiburón, al que logró ahuyentar con un remo, no sin que antes cundiera el pánico en la playa. Esa misma tarde, en la Bahía de Nueva York, en una plataforma flotante situada frente a Bayonne, Nueva Jersey, un teniente de la policía disparó varias veces a la cabeza de un tiburón que se acercaba a unos niños que nadaban en la playa. No pudo matarlo, pero logró alejarlo de la costa.

## Ataques en agua dulce

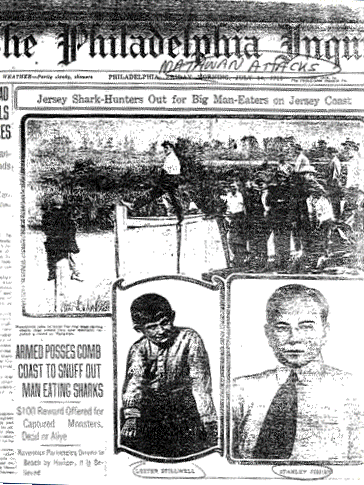
The Philadelphia Inquirer informa sobre los ataques de Matawan. Pueden verse las fotografías de Lester Stillwell y Stanley Fisher.

Los ataques en agua dulce comenzaron el 11 de julio, en una poza del río Matawan, cuando Rennie Cartan, de 14 años, sufrió diversos arañazos en la piel, supuestamente causados por los dentículos de un tiburón, mientras jugaba en el agua con otros niños. El 12 de julio, Thomas Cottrell, excapitán de barco jubilado de 58 años, cruzaba el Matawan por un puente de tranvías, cuando vio a un tiburón avanzar lentamente río arriba, en dirección al pueblo. El excapitán intentó alertar a la población, sin que nadie le creyera, por lo que comenzó a recorrer el río en su lancha de motor Skud, tratando de poner sobre aviso a los bañistas. Aproximadamente a las 2 de la tarde del mismo día, Lester Stilwell, un niño epiléptico de 12 años, nadaba junto a otros niños en la poza cuando fue arrastrado bajo el agua por uno de los tiburones. Los demás niños salieron corriendo del agua pidiendo ayuda y se reunió una muchedumbre de curiosos y familiares en el lugar. Muchos de los presentes creían que el niño se había ahogado tras un ataque de epilepsia, y no que había sido víctima de algún depredador. Se formó un grupo de rescate para recuperar el cuerpo, en el que se encontraba Stanley Fisher, sastre corpulento de 24 años. Luego de varias zambullidas, Fisher salió del agua con el cuerpo del niño, pero entonces fue atacado varias veces por el tiburón, que lo arrastró a la parte más profunda del río. Al final logró soltarse por sí mismo, y fue trasladado al Hospital Mounmouth Memorial, de Long Branch, en el que murió pocas horas después. Ese día fue atacado también Joseph Dunn, un joven neoyorquino, mientras nadaba en el Matawan con su hermano y un amigo. En esta ocasión la víctima sobrevivió, gracias a la ayuda oportuna de Cottrell, quien seguía recorriendo el río en la Skud junto al abogado de Matawan, Jacob Lefferts. El alcalde de Matawan ofreció entonces una recompensa de 100 dólares a quien lograra matar al tiburón. Los hombres de la región utilizaron escopetas y dinamita para cazarlo, y se tendieron mallas de alambre en la desembocadura del río, en Keyport, para evitar que regresara al mar. La madrugada del 14 de julio fue encontrado el cuerpo medio devorado de Lester Stilwell en el río. Esa misma tarde se descubrió que el tiburón había escapado haciendo un agujero en una de las mallas de alambre, lo que hizo que cundiera el pánico en las playas cercanas y los hoteles se quedaran vacíos, hundiendo a las ciudades costeras en una crisis económica.

## El tiburón blanco

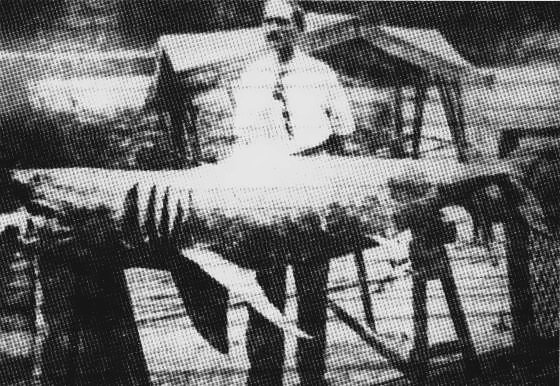
Fotografía del Bronx Home News de Michael Schleisser posando junto al tiburón blanco que capturó en la Bahía Raritan, y que fue identificado como el causante de los ataques.

Los ataques en Matawan habían sido ampliamente difundidos por los periódicos de todo el país, por lo que fueron muchas las personas que se lanzaron a la mar buscando al "devorador de hombres" para obtener la recompensa. Los cientos de tiburones capturados eran abiertos en los muelles para comprobar la existencia de restos humanos, sin ningún resultado. El entonces Presidente de los Estados Unidos, Woodrow Wilson, encargó al Secretario del Tesoro, William Gibbs McAdoo, que emprendiera una campaña para exterminar a todos los tiburones de las costas de Nueva Jersey, una "guerra contra los tiburones", aunque esta ambiciosa empresa fracasó. El 14 de julio, a primera hora de la mañana, el taxidermista neoyorquino Michael Schleisser, en compañía de su amigo Johh Murphy, mató con un remo a una hembra de tiburón blanco de 2,30 m de longitud y 160 kg de peso, en una pequeña lancha de sólo 2.40 m de eslora, frente a la costa de South Amboy. El tiburón había sido atrapado por accidente mientras los hombres pescaban con red en la Bahía Raritan. En su estómago se encontró un montón de carne y huesos, supuestamente humanos, de alrededor de 7 kg de peso, por lo que se concluyó que este ejemplar era el causante de los ataques.

## El misterio de la caja de huesos

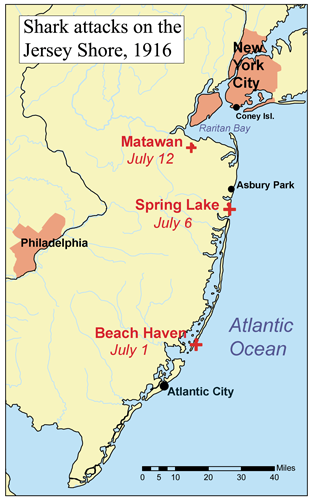
Mapa de las costas de Nueva Jersey en donde se han resaltado los sitios de los ataques. El hecho de que todos ocurrieran en orden de sur a norte hace pensar que los tiburones venían del Golfo de México, y que iban atacando a medida que seguían el contorno de la costa, hasta dar con la desembocadura del río Matawan.

El tiburón fue disecado y la caja de huesos fue enviada al director del Museo Americano de Historia Natural, en Nueva York, Frederic Lucas, para que los analizara. Desde el ataque a Charles Bruder en Spring Lake, Lucas había designado al reconocido ictiólogo John Nichols para que investigara la identidad del depredador, que muchos aseguraban se trataba de una orca o una tortuga gigante. El 8 de julio Nichols había concluido que el atacante era un tiburón. Éste fue exhibido en las oficinas de un periódico neoyorquino, hasta donde acudió Nichols para verificar su teoría. Tras analizar la caja de huesos, Frederic Lucas anunció que el tiburón capturado no era el responsable de los ataques de Matawan, puesto que los huesos encontrados en su interior, aunque humanos, no eran de las víctimas del río sino probablemente de un hombre que se había ahogado y cuyo cuerpo había sido devorado luego por el tiburón en el mar. A pesar de todo, varios especialistas independientes determinaron que entre los huesos encontrados estaban la tibia de un muchacho, de 28 cm de largo, probablemente de Lester Stilwell, y un fragmento de costilla perteneciente a un hombre joven, quizás de Charles Bruder. Aún se debate la veracidad de ambas conclusiones.

## Cronología de los sucesos
- 1 de julio - En Beach Haven, Nueva Jersey, Charles Vansant muere tras un ataque de tiburón.

- 6 de julio - En Spring Lake, Charles Bruder, botones del Hotel Essex and Sussex, muere en otro ataque.

- 8 de julio - En Asbury Park, un salvavidas ahuyenta con un remo a un tiburón cerca de la costa. En Bayonne, Nueva Jersey, un policía dispara hacia un tiburón que pretendía atacar a unos niños.

- 11 de julio - En una poza del río Matawan, Rennie Cartan, de 14 años, sufre arañazos provocados por lo que él describe como "un enorme pez".

- 12 de julio- Thomas Cottrell asegura haber visto un tiburón dirigiéndose al pueblo a través del río. Lester Stilwell y Stanley Fisher son muertos en ataques distintos en la poza, y Joseph Dunn sobrevive a un ataque más. El alcalde de Matawan ofrece una recompensa de 100 dólares a quien mate al depredador. Se tiende una malla de alambre para evitar su escape, y se inicia la cacería con escopetas y dinamita.

- 14 de julio- Aproximadamente a las 5:30 a. m., es encontrado el cuerpo de Lester Stilwell. Se descubre un agujero en las mallas de alambre y cunde el pánico en las costas cercanas. Michael Schleisser mata un tiburón blanco que contiene huesos humanos en su interior.

## Nuevas teorías
Con el paso de los años, se reinició la discusión sobre la verdadera identidad del asesino de 1916. La teoría del tiburón blanco fue debatida en diversas ocasiones debido al hecho de que esta especie no puede adentrarse en masas de agua dulce sin sufrir daños fisiológicos letales. Además, se consideró poco probable que todos los ataques fueran ocasionados por el mismo ejemplar, y no por un grupo de ellos, hipótesis que se fortaleció tras el llamado "verano del tiburón" en el año 2001, cuando hubo una inusitada cantidad de ataques de tiburones a lo largo de las costas de Florida y los estados aledaños, algunos ocurridos mucho más al norte de lo normal, como en 1916. Varios de estos ataques fueron ocasionados por ejemplares de tiburón sarda, especie famosa por remontar las desembocaduras de los ríos en busca de presas. Desde varios años antes se suponía que algunos ejemplares de esta especie habían sido los auténticos causantes de los sucesos de Matawan. En el año 2002, el explorador submarino Fabien Costeau, originario de Nueva York, aseguró, tras una serie de investigaciones financiadas por National Geographic, que probablemente los ataques en el mar en 1916 habían sido provocados por tiburones blancos, pero sin duda los ataques en Matawan eran obra de tiburones sarda, teoría confirmada al analizar el nivel de salinidad del río, y comprobar que era mucho más bajo que el aceptable para la supervivencia del gran blanco, incluso durante la marea alta.

## Adaptaciones
En 1974, el escritor estadounidense Peter Benchley, quien creía que todos los ataques habían sido ocasionados por el tiburón de Schleisser, se inspiró en estos hechos para escribir su novela Jaws (Tiburón), convertida en película al año siguiente por Steven Spielberg y los estudios Universal, creando uno de los más grandes éxitos de taquilla de todos los tiempos. Tanto la novela como la película contienen muchos datos incorrectos acerca del comportamiento del tiburón blanco, mitos originados por el desconocimiento que se tenía de esta especie en aquella época.
En 2004, Discovery Channel realizó un telefilme sobre los sucesos, titulado 12 días de terror. En esta adaptación, nuevamente es el tiburón de Schleisser el atacante. Dicho telefilme está basado en el libro homónimo de Richard Fernicola.